# شبه سلطوية
يستخدم المصطلح شبه سلطوية للإشارة إلى دولة أو نظام يمتلك سمات ديمقراطية وسلطوية في نفس الوقت. ووفقًا لمارينا أوتاواي، مثل تلك الأنظمة هي «أنظمة غامضة تجمع بين القبول الكلامي للديمقراطية الليبرالية ووجود بعض المؤسسات الديمقراطية الرسمية والحريات السياسية مع بعض السمات غير التحررية أو حتى السلطوية.»
وغالبًا لا يتم تصنيف الدول التي تحتوي على الديمقراطية غير الناضجة وغير المستقرة، والتي تصارع من أجل تحسين وتدعيم مستوى الديمقراطية بها على أنها دول شبه سلطوية. إلا أن مصطلح «شبه سلطوية» محجوز للاستخدام لوصف الأنظمة المستقرة التي تجمع بين العناصر الديمقراطية والسلطوية في نفس الوقت. وأغلب تلك الأنظمة تكون أنظمة تابعة للحزب الحاكم، أي الدول التي يسمح فيها بتواجد الأحزاب المعارضة وتقام فيها الانتخابات الحرة، إلا أنه لا توجد فرصة حقيقية للمعارضة للفوز في تلك الانتخابات. وفي بعض الأحيان، يحافظ الحزب الحاكم على السلطة من خلال تزوير الانتخابات، وفي أوقات أخرى، تكون الانتخابات في حد ذاتها نزيهة، إلا أن الحملات الانتخابية التي تسبقها لا تكون بنفس درجة النزاهة.
وقد شهدت أواخر الثمانينيات وبدايات التسعينيات من القرن العشرين زوال أنواع مختلفة من الحكومات السلطوية: مثل الدول الشيوعية في أوروبا الشرقية والديكتاتوريات العسكرية اليمينية في أمريكا اللاتينية وغير ذلك الكثير في إفريقيا. وفي الغالب، فإن الحكومات التي حلت محلها أعلنت عن التزامها بالديمقراطية وقامت بتطبيق إصلاحات ديمقراطية حقيقية في البداية، ولكنها مع الوقت، تحولت إلى أنظمة شبه سلطوية.